# Johannes Eck
 Ikke at forveksle med den evangeliske reformator Johann Eck fra Franken
Johannes Eck, Johannes Eckius, egentlig Johannes (eller Johann) Mayr eller Maier men opkaldt efter fødestedet Eck (født 13. november 1486 i Eck (i dag Egg) i Allgäu, Bayern, død 13. februar 1543 i Ingolstadt, Bayern) var en katolsk teolog og skolastiker, humanist, modstander af Martin Luthers og de øvrige reformatorers lære. 